# Racing White Daring de Molenbeek
 (février 2023).
 (mai 2023).
La mise en forme du texte ne suit pas les recommandations de Wikipédia : il faut le « wikifier ».
Les points d'amélioration suivants sont les cas les plus fréquents. Le détail des points à revoir est peut-être précisé sur la page de discussion.
- Les titres sont pré-formatés par le logiciel. Ils ne sont ni en capitales, ni en gras.
- Le texte ne doit pas être écrit en capitales (les noms de famille non plus), ni en gras, ni en italique, ni en « petit »…
- Le gras n'est utilisé que pour surligner le titre de l'article dans l'introduction, une seule fois.
- L'italique est rarement utilisé : mots en langue étrangère, titres d'œuvres, noms de bateaux, etc.
- Les citations ne sont pas en italique mais en corps de texte normal. Elles sont entourées par des guillemets français : « et ».
- Les listes à puces sont à éviter, des paragraphes rédigés étant largement préférés. Les tableaux sont à réserver à la présentation de données structurées (résultats, etc.).
- Les appels de note de bas de page (petits chiffres en exposant, introduits par l'outil «  Source ») sont à placer entre la fin de phrase et le point final[comme ça].
- Les liens internes (vers d'autres articles de Wikipédia) sont à choisir avec parcimonie. Créez des liens vers des articles approfondissant le sujet. Les termes génériques sans rapport avec le sujet sont à éviter, ainsi que les répétitions de liens vers un même terme.
- Les liens externes sont à placer uniquement dans une section « Liens externes », à la fin de l'article. Ces liens sont à choisir avec parcimonie suivant les règles définies. Si un lien sert de source à l'article, son insertion dans le texte est à faire par les notes de bas de page.
- La présentation des références doit suivre les conventions bibliographiques. Il est recommandé d'utiliser les modèles {{Ouvrage}}, {{Chapitre}}, {{Article}}, {{Lien web}} et/ou {{Bibliographie}}. Le mode d'édition visuel peut mettre en forme automatiquement les références.
- Insérer une infobox (cadre d'informations à droite) n'est pas obligatoire pour parachever la mise en page.

Pour une aide détaillée, merci de consulter Aide:Wikification.
Si vous pensez que ces points ont été résolus, vous pouvez retirer ce bandeau et améliorer la mise en forme d'un autre article.
Ne pas confondre avec le RWDM Brussels FC qui a occupé les installations du RWD Molenbeek de 2001 à 2014, ni avec le Royal White Star Bruxelles, porteur du matricule 5750, ni avec un nouveau club homonyme fondé en 2015 et porteur du matricule 5479, racheté au KS Wetteren pour pouvoir débuter directement au niveau national.
Le Racing White Daring Molenbeek (ou RWDM) est un club belge de football localisé à Molenbeek-Saint-Jean (Bruxelles). Il portait le matricule 47. Ses couleurs sont le rouge, le blanc et le noir.
En août 2002, le club fait aveu de faillite et n'est pas en mesure de poursuivre ses activités. Administrativement relégué en Division 3, le club déclare forfait. Le matricule 47 est radié au 1er juillet 2003.
Après la disparition du RWDM, un accord intervient entre Johan Vermeersch et le FC Strombeek. Celui-ci prend ses quartiers dans les installations du stade Edmond Machtens de Molenbeek-Saint-Jean et est renommé « FC Molenbeek Brussels Strombeek », appelé plus couramment « FC Brussels ». Le club, rebaptisé RWDM Brussels FC en 2013, connaît le même sort que l'illustre RWDM et disparaît le 24 juin 2014.
Par ailleurs, en 2003, à la suite de la radiation du RWDM, un groupe de supporters tente de faire vivre un nouveau club baptisé Racing Whitestar Daring Molenbeek (matricule 9449). Ce cercle évolue en quatrième provinciale du Brabant. Le 1er juillet 2010, le club est renommé Racing White Daring Molenbeek 2003.
En 2015, un nouveau projet, le projet « RWDM 47 », est mis sur pied par un groupe d'investisseurs, mené par Thierry Dailly, Patrick Thairet et quelques supporters et permet la fondation d'un nouveau RWDM à la suite du rachat du matricule 5479 du KS Wetteren.

## Historique
Ce club est, de toute l'histoire du football, celui pour lequel on parle le plus de « fusion ». Réglementairement, aucune fusion officielle n'est intervenue. Il y a eu des « montages », des « arrangements », des « changements d'appellation », tous totalement licites au moment où ils ont lieu. L'emploi erroné du mot « fusion » est une facilité dans le langage courant et familier.

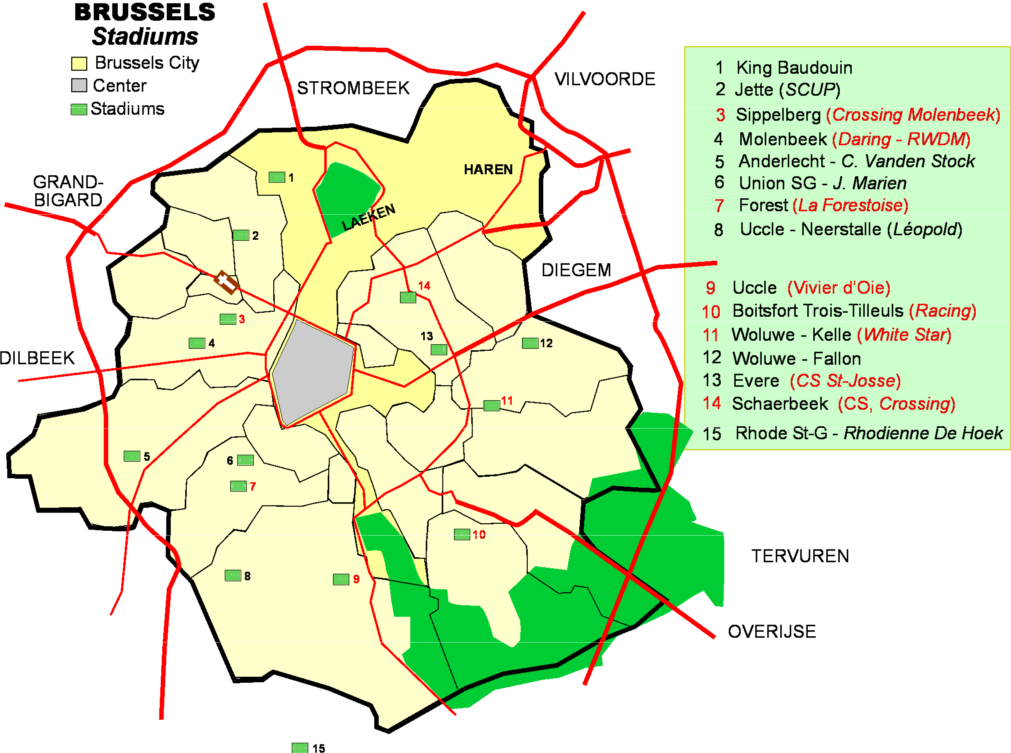

Pour bien appréhender l'histoire du R.W.D.M., il faut se remettre à l'esprit qu'il fut composé par fusions successives (termes inexacts) - par divers arrangements et montages entre différentes entités. Si le club porteur du matricule 47, qui fut le sien, naquit en 1909, d'autres entités plus anciennes entre dans sa composition.
On peut même dire que l'aventure RWDM fut l'histoire deux à trois clubs de pionniers puis celle de trois matricules, de cinq clubs dont un en regroupa au moins quatre autres.
Dans les paragraphes suivants, vous pouvez lire ou relire, l'histoire succincte des :
- Royal Racing Club de Bruxelles (matricule 6 puis 1274),
- Royal Daring Club de Molenbeek (matricule 2),
- Royal White Star Athletic Club (matricule 47),
- Royal Racing White (matricule 47),
- Racing White Daring de Molenbeek (RWDM) (matricule 47).

### Royal Racing Club de Bruxelles
Le Racing CB est le premier club bruxellois titré. Il réalise le 1er quadruplé de l'histoire avec 4 titres de rang. Il est aussi le 1er vainqueur de la Coupe de Belgique.

#### Palmarès
- Champion de Belgique : 6 (1897, 1900, 1901, 1902, 1903, 1908)
- Champion de D2 : 4

(1926, 1932, 1942, 2023)
- Champion de D3 : 2 (1938, 1959)
- Coupe de Belgique : 1 (1912)

### Royal Daring Club de Molenbeek
Le club, détenteur du matricule 2, ne porte ce nom que durant les trois dernières années de son existence. Au départ, il s'appelait Daring Club de Bruxelles. Fondé en 1895, il absorbe 4 autres clubs bruxellois durant les 10 premières années de son existence. En 1973, il arrête des activités et démissionne de l'URBSFA.
Contrairement à une idée faussement répandue, il n'y a jamais eu de fusion du Daring CB avec le  Racing White (matricule 47).

### Déménagement et pas fusion
Malgré une chute en division 2, le club parvient à atteindre la finale de la Coupe de Belgique 1970, où il est sévèrement battu 6-1 par le FC Brugeois. En juillet 1970, le club change son nom en Royal Daring Club de Molenbeek. Le club joue encore trois saisons en Division 2, sous l'impulsion des deux directions des clubs et surtout de Edmond Machtens un accord est trouvé afin de rejoindre la D1 d'une manière plus rapide qu'en attendant d'être promu grâce aux résultats sportifs,le Daring arrête ses activités et démissionne de l'URBSFA. À la suite de cela, le Racing White (matricule 47) qui évolue en première division, quitte son trop souvent « frigorifique[réf. nécessaire] » stade Fallon de Woluwé et émigre vers Molenbeek « afin de récupérer le public chaud du stade Bossaert[réf. nécessaire] », rebaptisé pour l'occasion Stade Edmond Machtens. Le matricule 47 adapte sa dénomination et devient le Racing White Daring de Molenbeek. quelques mois après ceci et quelques distensions internes les membres du Racing White et Jean Gooris quittent le navire,les dirigeants du Daring restent depuis seul maîtres a bord.

#### Palmarès
- Champion de Belgique : 5 (1912, 1914, 1921, 1936, 1937)
- Champion de D2 : 3 (1950, 1955, 1959)
- Coupe de Belgique : 1 (1935) - Finaliste: 1 (1970)

#### Personnalités
- Johan Vermeersch, joueur
- Sylvain Brébart, meilleur buteur du championnat en 1913
- Honoré Vlamynck, meilleur buteur du championnat en 1920
- Pierre De Vidts, meilleur buteur du championnat en 1930
- Marius Mondelé, meilleur buteur du championnat en 1935 et 1938
- Armand Swartenbroeks, 53 sélections en Équipe nationale de Belgique
- Georges Renders, joueur et entraineur, père de Daniel Renders.
- Norberto Höfling, entraineur
- Heinz Horning, entraineur
- András Béres entraineur

### Royal White Star Athletic Club
Ne pas confondre avec le Royal White Star Bruxelles qui occupa le Stade Fallon, puis le Stade Edmond Machtens et qui fut autorisé à reprendre le nom "White Star" en 1963.
Ce club fut celui qui reçut le matricule 47 et donc est la "matrice" du RWDM, même si aujourd'hui, il est bien souvent associé comme l'ancêtre du White Star Bruxelles. À partir de son accession à la "nationale" en 1922, ce club évolua toujours au 1er ou 2e niveau du championnat belge, à l'exception de la saison 1930-1931 où il fut relégué en Division 3.

#### Palmarès
- Champion de D2 : 2  (1924, 1934)

#### Personnalités
- Arsène Vaillant, joueur
- Raymond Ausloos, gardien de but

### Royal Racing White
Ce club fut formé par deux clubs bruxellois en difficultés. Deux ans après les accords d'union, il monte en Division 1 et ne la quitte plus.

#### Palmarès
- Champion de D2 : 1 (1965)

#### Personnalités
- Kresten Bjerre, joueur
- Maurice Martens, joueur
- Robert Waseige, joueur
- Jean Dockx, joueur
- Alfons Haagdoren, joueur
- Jacques Teugels, joueur
- André Stassart, joueur
- Willy Tack, gardien de but
- Nico de Bree, gardien de but
- Pierre Crombez, joueur
- Henri Depireux, joueur

Entraîneurs :
- Norberto Höfling (1964-1967)
- Jef Vliers (1967-1969)
- Félix Week (1969-1973)

### Racing White Daring de Molenbeek

#### Palmarès
- Champion de Belgique : 1 (1975).
- Champion de D2 : 2 (1985, 1990).

#### Répères historiques
- 1973 - 01/07/1973,  le Royal Racing White (47) fusionne avec le R. Daring CB (matricule 2) pour créer le Racing White Daring de Molenbeek.
- 1975 - RWDM fut sacré champion de Belgique.

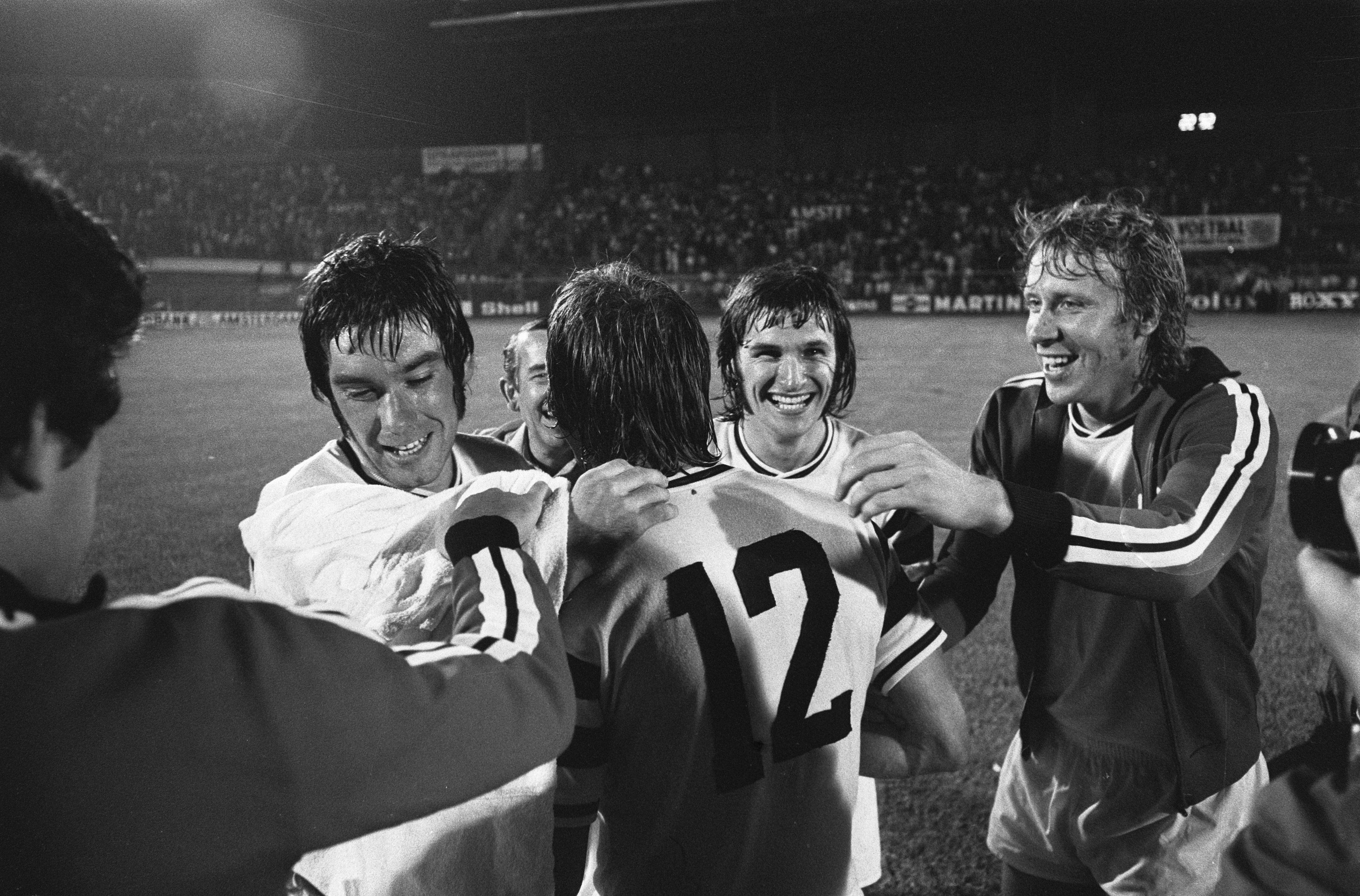
Les joueurs de RWDM célèbrent leur victoire en finale du Tournoi d'Amsterdam 1975 contre l'Ajax

- 1978 - RWDM connu ses premiers soucis financiers et dut se séparer de ses meilleurs joueurs.
- 1984 - RWDM fut relégué en Division 2 pour la 1re fois. L'entraîneur était un joueur qui terminait sa carrière en cumulant les deux postes, un certain Johan Vermeersch.
- 1986 - Revenu parmi l'élite, le RWDM n'était toujours par relancé financièrement, bien au contraire. Jean-Baptiste L'Ecluse (dont la société avait sombré) se retira. La reprise du club fit l'objet d'une lutte intense pas toujours très "sportive". Johan Vermeersch était un des candidats. Il avait le soutien des joueurs qui menacèrent même de faire grève. Mais ce fut Willy Uytterhaghen, aidé par Henri Mabille, qui obtint les rênes du matricule 47.
- 1989 - RWDM, dirigé par le duo Paul Van Himst - Hugo Broos fut de nouveau relégué en D2 après un dernier match dramatique au Club Brugeois.
- 1992 - Après 6 matches de championnat, le RWDM limogea son entraîneur Ladislav Novak et institua Freddy Smets à sa place.
- 1993 - Le club est repris par la CIB. Celle-ci fait démolir la vieille tribune du Daring (datant de 1920) et en fait construire une toute nouvelle dotée de 600 business-seats. Le poste de Président revint à Serge Vilain. Venant du monde politique, l'homme fut l'objet de critiques car, selon ses détracteurs: "il ne connaissait rien au football".
- 1994 - Johan Vermeersch réapparut dans la direction du club, au poste de "Directeur Technique".
- 1996 - Condamné  d'avance par les observateurs, le RWDM surprit tout le monde. Dirigée par René Vandereycken, l'équipe décrocha un ticket européen. Il y avait 16 ans que le club n'avait plus connu cela.
- 1997 - Le RWDM évita la faillite de justesse. Le club fut miné par des luttes internes tenaces. Johan Vermeersch fut prié de partir alors que la CIB se désengagea. C'est Herman Van Holsbeeck qui le remplaça. La nouvelle tribune était au centre de polémiques. Son coût important aurait augmenté dramatiquement le gouffre financier. Le bâtiment fut vendu à la Commune de Molenbeek. Gaetan Piret devint Président.
- 1997 - Le RWDM gagne pour la dernière fois le derby (0-2 au stade Constant Vanden Stock), contre son voisin du RSC Anderlecht. Daniel Renders créa la polémique en effectuant un 4e changement en toute fin de rencontre.
- 1998 - Le RWDM, avec Daniel Renders, puis Guy Vandersmissen au poste d'entraîneur, fut relégué en D2 pour la 3e fois.
- 1998-1999 - Eric De Prins devint Président. L'entraîneur Guy Vandersmissen fut limogé alors que le club est 2e. Ariel Jacobs reçut le poste mais ne termina que 7e.
- 1999-2000 - Ariel Jacobs conduisit une jeune équipe à la 5e place mais sans décrocher le Tour final.
- 2000-2001 - Le Tour final sembla une nouvelle fois manqué et Ariel Jacobs dut céder sa place à Patrick Thairet. Celui qui comme joueur fut celui qui porta le plus souvent le maillot du RWDM réussit la gageure d'atteindre le tour final et de le remporter.
- 2001-2002 - Patrick Thairet fut rapidement remercié et remplacé par Emilio Ferrera. Le club assura son maintien sportif avec une 10e place, mais les caisses du club étaient vides. En rupture de paiement depuis février 2002, le club fut de nouveau la proie de disputes internes intenses. On parla de repreneurs russes ou d'une tentative de reprise par Johan Vermeersch. La Commission des Licences pour le football rémunéré refusa d'octroyer le viatique nécessaire. Le RWDM fut renvoyé en Division 3. Ce fut la débandade totale. Plus personne (excepté ses plus fidèles supporters) ne s'intéressa au club en détresse, redevable entre autres de plus de 70 000 euros à la Fédération. Prévu pour la Division 3, en 2002-2003, le club déclara forfait. Le matricule 47 fut radié en 2003.

#### Pérennité
Durant la saison 2002-2003, Johan Vermeersch prend le contrôle du KFC Strombeek (en D2). À la fin de la saison, ce club investit les installations désertées du Stade Edmond Machtens et est renommé Football Club Molenbeek Brussels Strombeek.
Parallèlement, un groupe de supporters fonde un "nouveau RWDM" qui s'affilie à la Fédération et reçoit le matricule 9449. Le jeune club parvient jusqu'en 1re provinciale du Brabant, mais il connaît ensuite trois relégations consécutives et évolue en 2010 en P4.
En 2015, un groupe d'investisseurs bruxellois relancent un projet de faire revivre le nom RWDM mené par Thierry Dailly et quelques supporters. Ils achètent le matricule 5479 du Standaard Wetteren qui vient de s'unir avec son voisin du Racing, et obtiennent le droit de jouer en Promotion. Le projet vise à jouer au stade Machtens de Molenbeek. Mais un sérieux litige avec le White Star Bruxelles (D2) contraint le nouveau "RWDM" à évoluer sur un terrain annexe.

#### Stade
- 1973-2002 : Stade Edmond Machtens à Molenbeek.

Vers 1913, ce stade devint celui du Daring Club de Bruxelles (Daring CB) en quête d'espace pour ses supporters de plus en plus nombreux. Le club porteur du « Matricule 2 » du football belge y joua jusqu'à sa disparition en 1973, lors de sa fusion avec le Racing White, matricule 47 pour former le RWDM (matricule 47).
En 2005, à la suite du décès de Raymond Goethals, une tribune a été renommée du nom de cette grande personnalité du football belge et européen. L'autre tribune se nomme ''L'Ecluse'' en mémoire de Baptise L'Ecluse gérant de la société ''L'Ecluse ''qui fut le sponsor historique du RWDM lors de ses heures de gloire.

#### Personnalités

##### Joueurs
- Wesley Sonck
- Alan Haydock
- Eric Matoukou
- Ibrahim Kargbo
- Michel De Wolf
- Jacques Teugels
- Rudy Cossey
- Daniel Camus
- Franky Vercauteren
- Johan Boskamp
- Franky Van Der Elst
- Morten Olsen
- Nico de Bree
- Maurice Martens
- Georgică Vameșu
- Michael Emenalo

##### Entraîneurs
- Week (1973-76)
- De Visser (1976-77)
- Horváth (1977-79)
- Borremans (1979-81)
- Boskamp (1981)
- Brom (1981-82)
- Dockx (1982-83)
- Vermeersch (1983-84)
- Garot (1984-86)
- Frivaldsky (1986)
- Horváth (1986-87)
- Van Himst & Vandendaele (1987-88)
- Van Himst & Broos (1988-89)
- Broos (1989-91)
- Novák (1991)
- Smets (1991-93)
- Lippens (1993-94)
- Vandereycken (1994-97)
- Renders (1997-1998)
- Vandersmissen (1998)
- Renders (1998)
- Jacobs (1998-01)
- Thairet (2001)
- E. Ferrera (2001-02)

## Classements en séries nationales
Les statistiques ci-dessous sont donc celles du club qui porta successivement les noms de White Star AC, Racing White et enfin RWD Molenbeek.
Statistiques clôturées - club disparu

### Bilan
| Niv | Divisions     | Saisons jouées | Titres | TM Up | TM Down |
| --- | ------------- | -------------- | ------ | ----- | ------- |
| I   | 1re nationale | 43             | 1      |       |         |
| II  | 2e nationale  | 33             | 5      | 2     | 1       |
| III | 3e nationale  | 2              | 0      |       |         |
| IV  | 4e nationale  | 0              | 0      |       |         |
|     | Totaux        | 78             | 5      | 2     | 1       |

- TM Up : test-match pour départager des égalités, ou toutes formes de Barrages ou de Tour final pour une montée éventuelle.
- TM Down : test-match pour départager des égalités, ou toutes formes de Barrages ou de Tour final pour le maintien.

Le matricule 47 est crédité de deux saisons au 3e niveau, mais il n'en joua qu'une étant donné qu'il déclara forfait en 2002-2003.

### Saisons
| Ordre | Saison  | Nom du club           | Niveau                     | Classement final | Remarques               |
| ----- | ------- | --------------------- | -------------------------- | ---------------- | ----------------------- |
| 1     | 1922-23 | White Star Woluwe AC  | Promotion (D2)             | 7e/14            |                         |
| 2     | 1923-24 | White Star Woluwe AC  | Promotion (D2) série B     | 1er/14           | Test match              |
| 3     | 1924-25 | White Star Woluwe AC  | Division d'Honneur         | 14e/14           | Relégué !               |
| 4     | 1925-26 | White Star Woluwe AC  | Promotion (D2) série A     | 4e/14            |                         |
| 5     | 1926-27 | White Star Woluwe AC  | Division 1 (D2)            | 10e/14           |                         |
| 6     | 1927-28 | White Star Woluwe AC  | Division 1 (D2)            | 8e/14            |                         |
| 7     | 1928-29 | White Star Woluwe AC  | Division 1 (D2)            | 11e/14           |                         |
| 8     | 1929-30 | White Star Woluwe AC  | Division 1 (D2)            | 12e/14           | Relégué !               |
| 9     | 1930-31 | White Star Woluwe AC  | Promotion (D3) série B     | 3e/14            | Promu !                 |
| 10    | 1931-32 | White Star Woluwe AC  | Promotion (D2) série B     | 6e/14            |                         |
| 11    | 1932-33 | White Star Woluwe AC  | Promotion (D2) série A     | 3e/14            |                         |
| 12    | 1933-34 | White Star Woluwe AC  | Promotion (D2) série A     | Champion         | Promu !                 |
| 13    | 1934-35 | White Star Woluwe AC  | Division d'Honneur         | 10e/14           |                         |
| 14    | 1935-36 | R. White Star AC      | Division d'Honneur         | 11e/14           |                         |
| 15    | 1936-37 | R. White Star AC      | Division d'Honneur         | 6e/14            |                         |
| 16    | 1937-38 | R. White Star AC      | Division d'Honneur         | 10e/14           |                         |
| 17    | 1938-39 | R. White Star AC      | Division d'Honneur         | 10e/14           |                         |
|       | 1939-40 | Compétitions arrêtées |                            |                  |                         |
|       | 1940-41 | R. White Star AC      | Division d'Honneur série B | 1er/10           | Tour final              |
| 18    | 1941-42 | R. White Star AC      | Division d'Honneur         | 11e/14           |                         |
| 19    | 1942-43 | R. White Star AC      | Division d'Honneur         | 10e/16           |                         |
| 20    | 1943-44 | R. White Star AC      | Division d'Honneur         | 11e/14           |                         |
|       | 1944-45 | Compétitions arrêtées |                            |                  |                         |
| 21    | 1945-46 | R. White Star AC      | Division d'Honneur         | 5e/19            |                         |
| 22    | 1946-47 | R. White Star AC      | Division d'Honneur         | 16e/19           | Relégué !               |
| 23    | 1947-48 | R. White Star AC      | Division 1 (D2) série B    | 2e/16            |                         |
| 24    | 1948-49 | R. White Star AC      | Division 1 (D2) série A    | 3e/16            |                         |
| 25    | 1949-50 | R. White Star AC      | Division 1 (D2) série A    | 3e/16            |                         |
| 26    | 1950-51 | R. White Star AC      | Division 1 (D2) série A    | 2e/16            |                         |
| 27    | 1951-52 | R. White Star AC      | Division 1 (D2) série B    | 7e/16            |                         |
| 28    | 1952-53 | R. White Star AC      | Division 2                 | 3e/16            |                         |
| 29    | 1953-54 | R. White Star AC      | Division 2                 | 5e/16            |                         |
| 30    | 1954-55 | R. White Star AC      | Division 2                 | 8e/16            |                         |
| 31    | 1955-56 | R. White Star AC      | Division 2                 | 4e/16            |                         |
| 32    | 1956-57 | R. White Star AC      | Division 2                 | 7e/16            |                         |
| 33    | 1957-58 | R. White Star AC      | Division 2                 | 12e/16           |                         |
| 34    | 1958-59 | R. White Star AC      | Division 2                 | 10e/16           |                         |
| 35    | 1959-60 | R. White Star AC      | Division 2                 | 12e/16           |                         |
| 36    | 1960-61 | R. White Star AC      | Division 2                 | 15e/16           | Test-match              |
| 37    | 1961-62 | R. White Star AC      | Division 2                 | 8e/16            |                         |
| 38    | 1962-63 | R. White Star AC      | Division 2                 | 12e/16           |                         |
| 39    | 1963-64 | R. Racing White       | Division 2                 | 9e/16            |                         |
| 40    | 1964-65 | R. Racing White       | Division 2                 | Champion         | Promu !                 |
| 41    | 1965-66 | R. Racing White       | Division 1                 | 13e/16           |                         |
| 42    | 1966-67 | R. Racing White       | Division 1                 | 13e/16           |                         |
| 43    | 1967-68 | R. Racing White       | Division 1                 | 11e/16           |                         |
| 44    | 1968-69 | R. Racing White       | Division 1                 | 13e/16           |                         |
| 45    | 1969-70 | R. Racing White       | Division 1                 | 8e/16            |                         |
| 46    | 1970-71 | R. Racing White       | Division 1                 | 5e/16            |                         |
| 47    | 1971-72 | R. Racing White       | Division 1                 | 4e/16            |                         |
| 48    | 1972-73 | R. Racing White       | Division 1                 | 3e/16            |                         |
| 49    | 1973-74 | R.W.D. Molenbeek      | Division 1                 | 3e/16            |                         |
| 50    | 1974-75 | R.W.D. Molenbeek      | Division 1                 | Champion         |                         |
| 51    | 1975-76 | R.W.D. Molenbeek      | Division 1                 | 3e/19            |                         |
| 52    | 1976-77 | R.W.D. Molenbeek      | Division 1                 | 4e/18            |                         |
| 53    | 1977-78 | R.W.D. Molenbeek      | Division 1                 | 7e/16            |                         |
| 54    | 1978-79 | R.W.D. Molenbeek      | Division 1                 | 5e/18            |                         |
| 55    | 1979-80 | R.W.D. Molenbeek      | Division 1                 | 3e/18            |                         |
| 56    | 1980-81 | R.W.D. Molenbeek      | Division 1                 | 7e/18            |                         |
| 57    | 1981-82 | R.W.D. Molenbeek      | Division 1                 | 11e/18           |                         |
| 58    | 1983-84 | R.W.D. Molenbeek      | Division 1                 | 10e/18           |                         |
| 59    | 1983-84 | R.W.D. Molenbeek      | Division 1                 | 17e/18           | Relégué !               |
| 60    | 1984-85 | R.W.D. Molenbeek      | Division 2                 | Champion         | Promu !                 |
| 61    | 1985-86 | R.W.D. Molenbeek      | Division 1                 | 13e/18           |                         |
| 62    | 1986-87 | R.W.D. Molenbeek      | Division 1                 | 13e/18           |                         |
| 63    | 1987-88 | R.W.D. Molenbeek      | Division 1                 | 12e/18           |                         |
| 64    | 1988-89 | R.W.D. Molenbeek      | Division 1                 | 17e/18           | Relégué !               |
| 65    | 1989-90 | R.W.D. Molenbeek      | Division 2                 | Champion         | Promu !                 |
| 66    | 1990-91 | R.W.D. Molenbeek      | Division 1                 | 12e/18           |                         |
| 67    | 1991-92 | R.W.D. Molenbeek      | Division 1                 | 11e/18           |                         |
| 68    | 1992-93 | R.W.D. Molenbeek      | Division 1                 | 11e/18           |                         |
| 69    | 1993-94 | R.W.D. Molenbeek      | Division 1                 | 16e/18           |                         |
| 70    | 1994-95 | R.W.D. Molenbeek      | Division 1                 | 12e/18           |                         |
| 71    | 1995-96 | R.W.D. Molenbeek      | Division 1                 | 4e/18            |                         |
| 72    | 1996-97 | R.W.D. Molenbeek      | Division 1                 | 16e/18           |                         |
| 73    | 1997-98 | R.W.D. Molenbeek      | Division 1                 | 17e/18           | Relégué !               |
| 74    | 1998-99 | R.W.D. Molenbeek      | Division 2                 | 7e/18            |                         |
| 75    | 99-2000 | R.W.D. Molenbeek      | Division 2                 | 5e/18            |                         |
| 76    | 2000-01 | R.W.D. Molenbeek      | Division 2                 | 3e/18            | Tour final              |
| 77    | 2001-02 | R.W.D. Molenbeek      | Division 1                 | 10e/18           | Relégué en Division 3 ! |
| 78    | 2002-03 | R.W.D. Molenbeek      | Division 3 série B         | Forfait          |                         |

## Logos

ancien logo du Daring CB
ancien logo du Daring CB
ancien logo du Daring Cl. Molenbeek
ancien logo du R. Racing CB
ancien logo du Racing White
ancien logo du Racing White